# Armie Hammer
Armand Douglas Hammer, detto Armie (Los Angeles, 28 agosto 1986), è un attore statunitense.

## Biografia
Nato a Los Angeles, California, figlio di Dru Ann Mobley e dell'imprenditore Michael Armand Hammer. Suo padre possedeva diverse aziende, tra cui la Knoedler Publishing e la Hammer Productions (una società di produzione televisiva e cinematografica). Il suo bisnonno, magnate del petrolio e filantropo, Armand Hammer, era di origine ebrea/russa.

Hammer è cresciuto fino ai 7 anni a Highland Park, una città nella contea di Dallas, per poi trasferirsi alle Isole Cayman fino ai 12 anni, quando è tornato negli USA con la famiglia stabilendosi nel westside di Los Angeles. Ha frequentato diverse scuole alle Isole Cayman, tra cui la Grace Christian Academy, fondata da suo padre. Successivamente studia alla LA Baptist High School di San Fernando Valley, poi al Pasadena City College di Pasadena, e infine all'Università della California, Los Angeles, che però abbandona per intraprendere la carriera da attore.

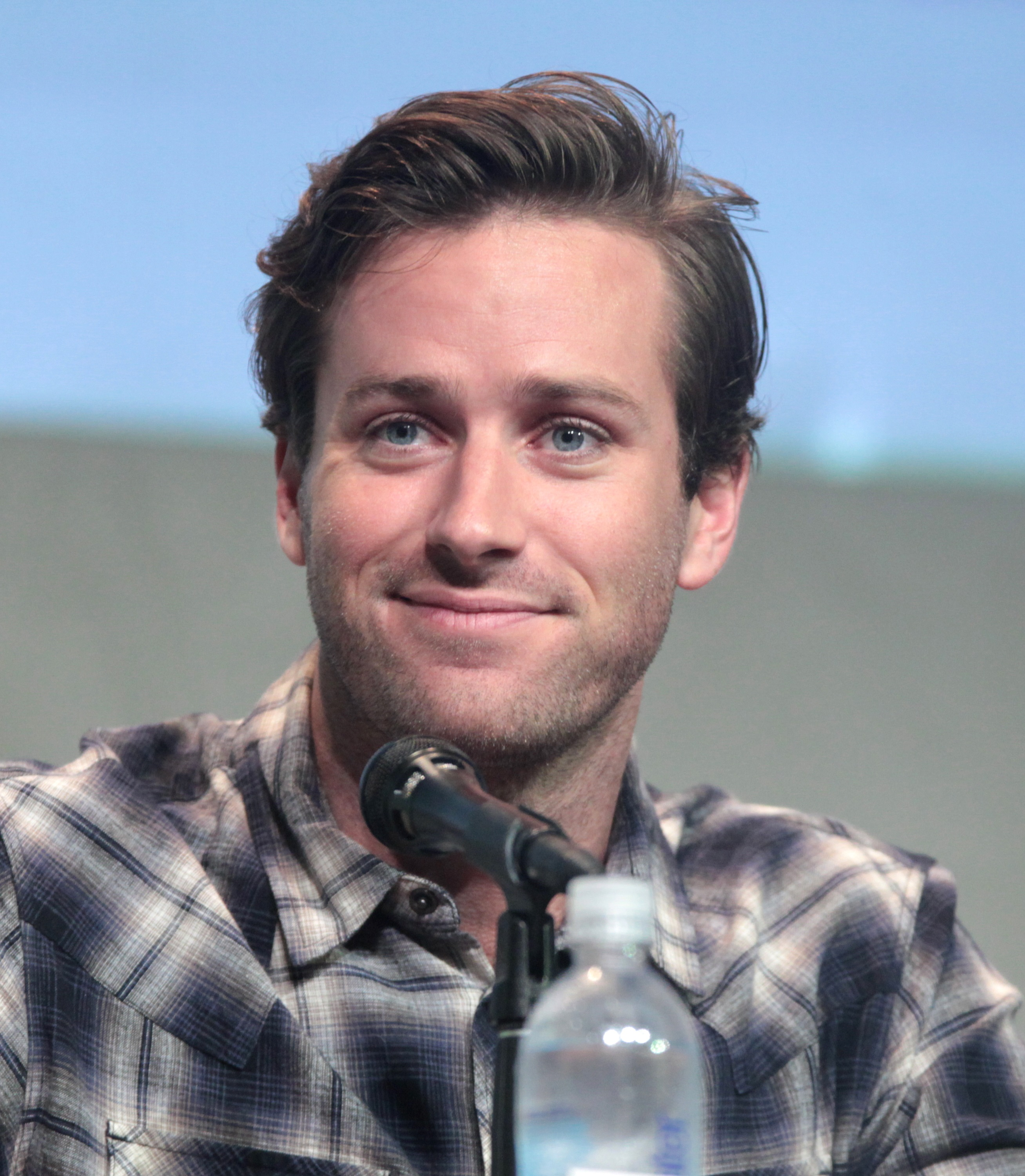
Armie Hammer al San Diego Comic-Con International 2015

Incomincia la sua carriera con piccoli ruoli in serie televisive come Arrested Development - Ti presento i miei, Veronica Mars e Desperate Housewives, nel 2006 ottiene il suo primo ruolo cinematografico nel film Flicka - Uno spirito libero. Nel 2008 ottiene il suo primo ruolo da protagonista in Billy: The Early Years, dove interpreta il predicatore Billy Graham.
Nel 2009 partecipa, in ruoli ricorrenti, alle serie TV Gossip Girl e Reaper - In missione per il Diavolo. Sempre nel 2009 è protagonista del cortometraggio 2081, basato su un racconto di Kurt Vonnegut. Fu scelto per il ruolo di Bruce Wayne/Batman nel film di George Miller dedicato alla Justice League, Justice League: Mortal, che a causa dello sciopero degli sceneggiatori e a vari problemi produttivi non fu mai realizzato.
Nel 2010 partecipa al film di David Fincher The Social Network, incentrato sulla nascita di Facebook, dove Hammer ricopre il doppio ruolo dei gemelli Cameron e Tyler Winklevoss. Per il ruolo, al Toronto Film Critics Award, vince il premio al miglior attore non protagonista. Nel 2011 Hammer ha preso parte a J. Edgar di Clint Eastwood, film biografico sulla vita di J. Edgar Hoover in cui interpreta Clyde Tolson, collaboratore storico nonché presunto amante di Hoover, impersonato da Leonardo DiCaprio. Per la sua interpretazione ha ricevuto una candidatura ai Screen Actors Guild Award come miglior attore non protagonista.
Nel 2012 interpreta il principe buono nell'adattamento cinematografico di Biancaneve con Julia Roberts e Lily Collins. L'anno successivo è protagonista, insieme con Johnny Depp, di The Lone Ranger. Nel 2015 ha un cammeo nel film Entourage, in cui interpreta una versione fittizia di sé stesso, ed è protagonista con Henry Cavill e Alicia Vikander di Operazione U.N.C.L.E., diretto da Guy Ritchie.
Nel 2016 copre il ruolo di Mike Stevens, il soldato protagonista di Mine, film diretto da Fabio Guaglione e Fabio Resinaro, e recita anche in Animali notturni di Tom Ford. Nel 2017 doppia il personaggio di Jackson Storm nel film d'animazione Pixar Cars 3. Lo stesso anno recita in Final Portrait - L'arte di essere amici, diretto da Stanley Tucci, e interpreta uno dei protagonisti nell'adattamento cinematografico del romanzo Chiamami col tuo nome, per la regia di Luca Guadagnino. Per quest'ultimo ruolo, Hammer riceve la sua prima candidatura ai Golden Globe come miglior attore non protagonista. Ne ha inoltre registrato l'audiolibro, pubblicato da Macmillan Publishers.
Nel 2018 è nel film Sorry to Bother You, diretto da Boots Riley e presentato nella sezione U.S. Dramatic al Sundance Film Festival 2018. Il film è poi stato classificato tra i migliori dieci film indipendenti dell'anno dal National Board of Review ed è stato riconosciuto come il Miglior film d'esordio agli Independent Spirit Awards del 2019. Inoltre, nel giugno 2018 esordisce a teatro con lo spettacolo Straight White Men presso la compagnia Second Stage Theater a Broadway e recita accanto a Felicity Jones in Una giusta causa. La pellicola narra la vicenda di Ruth Bader Ginsburg, prima giovane avvocata poi magistrata e giudice della Corte suprema degli Stati Uniti d'America, che ha dedicato la propria vita a favore dei diritti delle donne e della parità dei sessi; Hammer interpreta il marito Martin D. Ginsburg. Sempre nel 2018 è nel cast del film drammatico Attacco a Mumbai - Una vera storia di coraggio; adattamento cinematografico del documentario Surviving Mumbai che narra le vicende degli attentati di Mumbai del 26 novembre 2008. Il film è stato presentato in anteprima mondiale il 7 settembre 2018 al Toronto International Film Festival.

## Vita privata

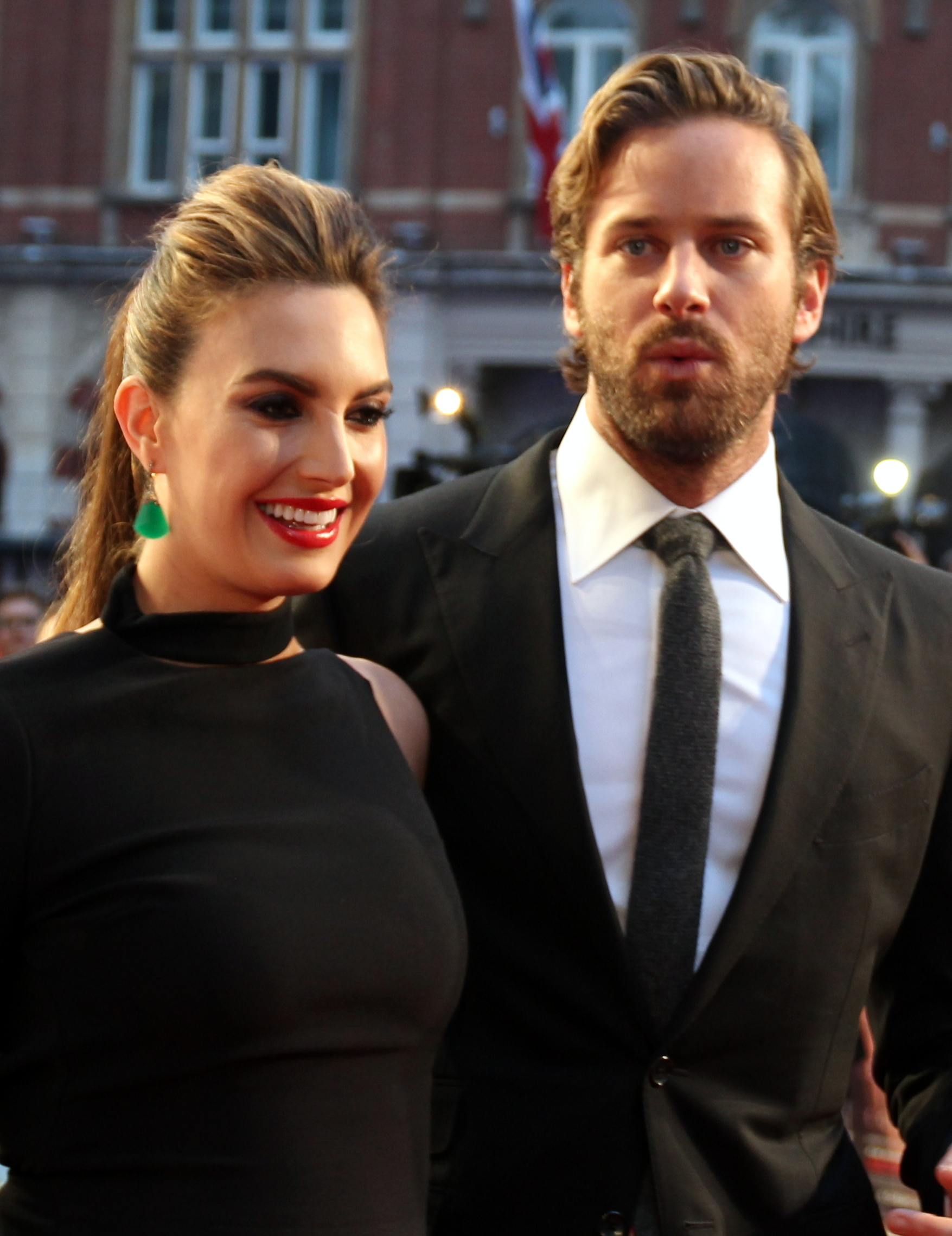
Armie Hammer ed Elizabeth Chambers al London Film Festival 2016

Il 22 maggio 2010 Hammer ha sposato Elizabeth Chambers. La coppia ha due figli: Harper Grace Hammer, nata nel 2014, e Ford Douglas Armand Hammer, nato nel 2017. Il 10 luglio 2020 Armie Hammer ed Elizabeth Chambers hanno annunciato la loro separazione.
Nel 2021 l'attore è entrato in un centro riabilitativo, dal quale è uscito nel dicembre dello stesso anno e nel 2022 ha lavorato nelle Isole Cayman come venditore di multiproprietà.

## Accuse di molestie
Nel gennaio 2021 un'ex fidanzata di Hammer, affiancata da altre donne, lo ha accusato di molestie. Un anonimo account di Instagram ha poi pubblicato diverse conversazioni, non ufficialmente confermate come veritiere, avvenute tra l'attore e varie donne dal 2016 al 2020, mentre Hammer era ancora sposato e in cui l'attore confessa di avere fantasie sessuali BDSM estreme, sangue, violenza, stupro e cannibalismo.
Un'ex fidanzata di Hammer ha dichiarato che dopo due mesi di relazione con l'attore ha iniziato ad avere attacchi di panico e a soffrire di disturbo da stress post-traumatico. Il 18 marzo, la donna che lo ha inizialmente accusato di abuso, lo accusa di stupro, avvenuto ad aprile 2017. La polizia di Los Angeles ha confermato che l'attore è ufficialmente indagato per violenza sessuale.
Nel 2022 viene distribuita la miniserie House of Hammer, incentrata su queste accuse.
Nel febbraio 2023 l'attore dichiara in un'intervista con Air Mail di avere subito, per circa un anno, molestie sessuali da parte di un pastore battista della sua chiesa quando aveva solo 13 anni e che questo lo avrebbe portato all'ossessione per il BDSM in età adulta.
Il 31 maggio 2023 il Procuratore distrettuale di Los Angeles decide di non procedere con il processo, per insufficienza di prove a carico dell'attore. Lo stesso giorno l'attore pubblica un post su Instagram: «Sono molto grato al Procuratore distrettuale per aver condotto un'indagine precisa ed essere giunto alla conclusione che non è stato commesso alcun crimine, come ho sempre detto fin dall'inizio. Adesso guardo avanti per iniziare un lungo e difficile processo per rimettere insieme la mia vita, ora che il nome è stato ripulito».

## Filmografia

### Attore

#### Cinema
- Flicka - Uno spirito libero (Flicka), regia di Michael Mayer (2006)
- Blackout, regia di Rigoberto Castañeda (2008)
- Billy: The Early Years, regia di Robby Benson (2008)
- Spring Breakdown, regia di Ryan Shiraki (2009)
- 2081, regia di Chandler Tuttle (2009) - cortometraggio
- The Social Network, regia di David Fincher (2010)
- J. Edgar, regia di Clint Eastwood (2011)
- Biancaneve (Mirror Mirror), regia di Tarsem Singh (2012)
- The Lone Ranger, regia di Gore Verbinski (2013)
- Entourage, regia di Doug Ellin (2015) - cameo
- Operazione U.N.C.L.E. (The Man from U.N.C.L.E.), regia di Guy Ritchie (2015)
- The Birth of a Nation - Il risveglio di un popolo (The Birth of a Nation), regia di Nate Parker (2016)
- Animali notturni (Nocturnal Animals), regia di Tom Ford (2016)
- Free Fire, regia di Ben Wheatley (2016)
- Mine, regia di Fabio Guaglione e Fabio Resinaro (2016)
- Chiamami col tuo nome (Call Me by Your Name), regia di Luca Guadagnino (2017)
- Final Portrait - L'arte di essere amici (Final Portrait), regia di Stanley Tucci (2017)
- Sorry to Bother You, regia di Boots Riley (2018)
- Home Shopper, regia di Dev Patel (2018) - cortometraggio
- Una giusta causa (On the Basis of Sex), regia di Mimi Leder (2018)
- Attacco a Mumbai - Una vera storia di coraggio (Hotel Mumbai), regia di Anthony Maras (2018)
- Wounds, regia di Babak Anvari (2019)
- Rebecca, regia di Ben Wheatley (2020)
- Confini e dipendenze (Crisis), regia di Nicholas Jarecki (2021)
- Assassinio sul Nilo (Death on the Nile), regia di Kenneth Branagh (2022)

#### Televisione
- Arrested Development - Ti presento i miei - serie TV, episodio 2x14 (2005)
- Veronica Mars - serie TV, episodio 3x03 (2006)
- Desperate Housewives - serie TV, episodio 4x08 (2007)
- Gossip Girl - serie TV, 4 episodi (2009)
- Reaper - In missione per il Diavolo - serie TV, 5 episodi (2009)
- We Are Who We Are – miniserie TV, 1 episodio (2020) - cameo[45]

#### Cortometraggi
- 2081, regia di Chandler Tuttle (2009)
- The Polar Bears, regia di John Stevenson e David Scott (2012)
- Home Shopper, regia di Dev Patel (2018)
- Query, regia di Sophie Kargman (2020)

Podcast
● Armie Hammer Time (2024 - in corso)

### Doppiatore
- I Simpson – serie animata, episodio 23x11 (2012)
- American Dad! – serie animata, episodio 8x12 (2012)
- Coca-Cola: Polar Bears (The Polar Bears), regia di John Stevenson e David Scott - cortometraggio (2012)
- Disney Infinity – videogioco (2013)
- Disney Infinity 2.0: Marvel Super Heroes – videogioco (2014)
- Disney Infinity 3.0 – videogioco (2015)
- Cars 3, regia di Brian Fee (2017)

### Produttore
- Mine, regia di Fabio Guaglione e Fabio Resinaro (2016)

## Teatro
- Straight White Men, di Young Jean Lee, regia di Anna D. Shapiro. Helen Hayes Theater di Broadway (2018)
- The Minutes, di Tracy Letts, regia di Anna D. Shapiro. Cort Theatre di Broadway (2020)

## Riconoscimenti
- Golden Globe
  - 2018 – Candidatura come miglior attore non protagonista per Chiamami col tuo nome[18]
- Screen Actors Guild Award
  - 2011 – Candidatura al miglior cast per The Social Network
  - 2012 – Candidatura come miglior attore non protagonista per J. Edgar[9]
- AACTA International Awards
  - 2018 – Candidatura per il miglior attore non protagonista per Chiamami col tuo nome[46]
- Chicago Film Critics Association Award
  - 2010 – Candidatura come miglior performance rivelazione per The Social Network
  - 2017 – Candidatura per il miglior attore non protagonista per Chiamami col tuo nome[47]
- Critics' Choice Awards
  - 2011 – Candidatura al miglior cast per The Social Network
  - 2018 – Candidatura per il miglior attore non protagonista per Chiamami col tuo nome[48]
- Dallas-Fort Worth Film Critics Association Award
  - 2011 – Candidatura come miglior attore non protagonista per J. Edgar
- Hollywood Film Festival
  - 2010 – Miglior cast per The Social Network
- Independent Spirit Awards
  - 2018 – Candidatura come miglior attore non protagonista per Chiamami col tuo nome[49]
- Satellite Award
  - 2018 – Candidatura come miglior attore non protagonista per Chiamami col tuo nome[50]
- Teen Choice Awards
  - 2011 – Candidatura come miglior attore rivelazione per The Social Network
  - 2013 – Candidatura alla miglior intesa in un film per The Lone Ranger[51]
- Toronto Film Critics Association Award
  - 2010 – Miglior attore non protagonista per The Social Network

## Doppiatori italiani
Nelle versioni in italiano dei suoi film, Armie Hammer è stato doppiato da:
- Gianfranco Miranda in J. Edgar, Biancaneve, The Lone Ranger, Mine, Final Portrait - L'arte di essere amici, Una giusta causa, Attacco a Mumbai - Una vera storia di coraggio, Wounds, Confini e dipendenze, Assassinio sul Nilo
- Edoardo Stoppacciaro in Desperate Housewives, Gossip Girl
- Daniele Raffaeli in Free Fire, Rebecca
- Davide Perino in Chiamami col tuo nome
- Marco Vivio in The Social Network
- Andrea Mete in Operazione U.N.C.L.E.
- Simone D'Andrea in Animali notturni
- Massimo Bitossi in The Birth of a Nation - Il risveglio di un popolo
- Giorgio Borghetti in Entourage

Da doppiatore è sostituito da:
- Andrea Mete in Cars 3